# Cecilia Todd

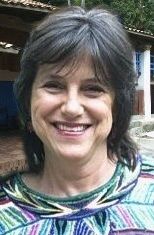
Cecilia Todd

Cecilia Todd Vallenilla (* 4. März 1951 in Caracas) ist eine venezolanische Sängerin und Liedermacherin, die die musikalische Tradition ihres Landes pflegt.

## Künstlerischer Werdegang
Sie gab ihr Debüt 1970 als Mitglied der Gruppe Música Experimental Venezolana. Ihren ersten Soloauftritt hatte sie in der Fernsehshow El show de Renny, die von Renny Ottolina moderiert wurde. 1972 wurde sie zu einer Tagung lateinamerikanischen Musiker eingeladen, organisiert von der Carleton University. Bei der Gelegenheit konnte sie mehrere Konzerte in Kanada geben.
Cecilia Todd ist eine Expertin des Cuatro (Instrument), das sie zum Begleiten ihrer meisten Auftritte nutzt.
Während ihrer Zeit in Buenos Aires wurde sie, wie sie selbst sagte, beeinflusst von Mercedes Sosa und der Gruppe Buenos Aires 8. Diese wurden später gute Freunde von ihr. Sie blieb drei Jahre in Argentinien, während sie bei der renommierten Professorin Susana Naidich Gesangstechnik studiert. Dort brachte sie auch, zusammen mit Cacho Tirao, Domingo Cura und Horacio Corral, ihre erste CD namens Pajarillo verde heraus. Ihre Lieder wurden im folgenden Teil des neuen lateinamerikanischen Liedgutes. Ind der argentinischen Tageszeitung Clarin bezeichnete man Todd als die wichtigste Entdeckung des Jahres im Bereich der Volksmusik:

„Fueron tres años muy intensos en lo profesional y en lo personal. De esa época conservo muchísimos amigos, la gente de Buenos Aires 8, Hilda Herrera, Mercedes Sosa, gente con la que sigo en relación permanente.
- "Das wahren drei sehr anstrengende Jahre, beruflich wie auch privat. Von dieser Epoche nehme ich viele Freunde mit, die Mitglieder von Buenos Aires 8, Hilda Herrera, Mercedes Sosa, Menschen mit denen ich dauerhaft in Kontakt bleibe.“

Im Sommer 1976 probte sie gemeinsam mit Buenos Aires 8 in der Villa Gessell, von dort reiste sie nach Caracas, wo sie sich nieder ließ. Im September desselben Jahres reiste sie nach Mexiko. Dort trat sie im Museo de Arte Contemporáneo und anderen Sälen dieses Landes auf. Seit jener Zeit macht sie Tourneen durch das Gebiet von Venezuela und außerhalb davon. Als Künstlerin besuchte sie Länder wie England, Spanien, die Vereinigten Staaten, Chile, Uruguay, Türkei, Costa Rica, Panama, Brasilien, Syrien, Kolumbien, Mexiko, Finnland, Nicaragua, Argentinien, Kuba, Bolivien, Puerto Rico, Holland, Frankreich, Japan und andere.
1991 zog sie nach Teneriffa (Kanaren), von dort aus reiste sie zu der Iberische Halbinsel und trat in verschiedenen europäischen Ländern auf. In ihren zahlreichen Auftritten arbeitete sie mit Künstlern wie, Joan Manuel Serrat, Chico Buarque, Astor Piazzolla, Zimbo Trio, Silvio Rodríguez, Pablo Milanés, Mercedes Sosa, Carlos Cruz-Díez, Henry Martínez, Joan Isaac und anderen.
Ihr Album "Pajarillo verde" war unter den besten 100 des 20. Jahrhunderts, sagte die Tageszeitung Clarin.

## Diskographie

### Eigene Veröffentlichungen
| Jahr | Titel / Album                                 | Label                                     |
| ---- | --------------------------------------------- | ----------------------------------------- |
| 1973 | La embarazada del viento                      | BASF de Venezuela                         |
| 1974 | Cecilia Todd (Pajarillo verde)                | Tonodisc (Argentina)                      |
| 1978 | Cecilia Todd (Ni ná ni ná)                    | Interamericana de Grabaciones (Venezuela) |
| 1980 | Cecilia Todd (Canto venezolano)               | Interamericana de Grabaciones (Venezuela) |
| 1980 | Cecilia Todd (Cecilia Todd y Barrio Obrero)   | Interamericana de Grabaciones (Venezuela) |
| 1982 | Cecilia Todd (El novio pollero)               | Promociones Musicales (Venezuela)         |
| 1988 | A tu regreso                                  | Sonográfica (Venezuela)                   |
| 1993 | Una sola vida tengo                           | Pentagrama (México)                       |
| 1995 | Romanciando                                   | Producción independiente (Venezuela)      |
| 2000 | Canciones de Henry Martínez                   | Fundación Bigott (Venezuela)              |
| 2005 | En vivo en Argentina                          | Acqua Records (Argentina)                 |
| 2008 | Niño Jesús de Merey                           | Producción independiente (Venezuela)      |
| 2015 | Hay quien precisa (CD 1-Cuba, CD 2-Venezuela) | Producción independiente (Venezuela)      |

### Als Gastmusiker
| Jahr | Titel/Album                             | Hauptkünstler                                                                             | Label                                |
| ---- | --------------------------------------- | ----------------------------------------------------------------------------------------- | ------------------------------------ |
| 1979 | Cantos de Venezuela 2                   | Soledad Bravo                                                                             | CBS Columbia (España)                |
| 1982 | Venezuela es mujer                      | Diverse Interpreten                                                                       | Independiente (Venezuela)            |
| 1989 | Betania                                 | Guaco                                                                                     | CBS Columbia (España)                |
| 1990 | Canciones de La Eterna Navidad          | Iván Pérez Rossi                                                                          | Producción Independiente (Venezuela) |
| 1992 | Mi Canción Es Alegría                   | Iván Pérez Rossi                                                                          | Producción Independiente (Venezuela) |
| 1992 | No la quiero                            | Iván Pérez Rossi                                                                          | Producción Independiente (Venezuela) |
| 1993 | El Olor Del Canto                       | Iván Pérez Rossi                                                                          | Producción Independiente (Venezuela) |
| 2001 | Trio Acústico Venezolano                | Huáscar Barradas                                                                          | Producción Independiente (Venezuela) |
| 2002 | Signos De Admiración                    | Frank Quintero                                                                            | Latin World Music (Venezuela)        |
| 2005 | Canciones de la Yeya                    | Serenata Guayanesa, Iván Pérez Rossi, Cecilia Todd, Francisco Pacheco, Gualberto Ibarreto | EBD Records (Venezuela)              |
| 2008 | Aguacero                                | Pomarrosa                                                                                 | Fundación Bigott (Venezuela)         |
| 2008 | Tesoros de la Música Venezolana: Costas | Ilan Chester                                                                              | Producción Independiente (Venezuela) |
| 2010 | Música Venezolana                       | Pentacorde                                                                                | Producción Independiente (Venezuela) |
| 2015 | Hay quien precisa vol.1                 | Cecilia Todd und Liuba María Hevia                                                        | Producción Independiente (Cuba)      |